# Piotr Cichoracki
Piotr Wacław Cichoracki (ur. 1975) – polski historyk, specjalizujący się w historii Polski XIX–XX wieku; nauczyciel akademicki związany z Uniwersytetem Wrocławskim.

## Życiorys
Urodził się w 1975. Kolejno ukończył szkołę podstawową oraz średnią w 1994. Po pomyślnie zdanym egzaminie maturalnym podjął studia dzienne na kierunku historia na Uniwersytecie Wrocławskim, zakończone w 1999 roku uzyskaniem tytułu zawodowego magistra. Potem kontynuował kształcenie w ramach studiów doktoranckich na macierzystej uczelni. W 2003 uzyskał stopień naukowy doktora nauk humanistycznych w zakresie historii na podstawie pracy pt. Legenda marszałka Józefa Piłsudskiego. Kreacje, treści, funkcjonowanie w latach 1918-1939, której promotorem był prof. Krzysztof Kawalec. Na napisanie tej pracy uzyskał grant z Ministerstwa Nauki i Informatyzacji. Następnie został zatrudniony jako adiunkt w Zakładzie Historii Polski i Powszechnej od XIX i XX wieku Instytutu Historycznego Uniwersytetu Wrocławskiego. W 2010 roku Rada Wydziału Nauk Historycznych i Pedagogicznych Uniwersytetu Wrocławskiego nadała mu stopień naukowy doktora habilitowanego nauk humanistycznych w zakresie historii o specjalności historia Polski XIX i XX wieku, na podstawie rozprawy zatytułowanej Droga ku anatemie. Wacław Kostek-Biernacki (1884-1957).

## Dorobek naukowy
Zainteresowania naukowe Piotra Cichorackiego koncentrują się wokół problematyki związanej z historią najnowszą, ze szczególnym uwzględnieniem historii Polski 1 połowy XX wieku. Do jego najważniejszych publikacji należą:
- Z nami jest On. Kult Marszałka Piłsudskiego w wojsku w latach 1926-1939, Wrocław 2001
- Legenda i polityka. Kształtowanie się wizerunku Marszałka Józefa Piłsudskiego w świadomości zbiorowej społeczeństwa polskiego w latach 1918-1939, Kraków 2005
- Polesie nieidylliczne. Zaburzenia porządku publicznego w województwie poleskim w latach trzydziestych XX wieku, Łomianki 2007
- Droga ku anatemie. Wacław Kostek-Biernacki (1884-1957), Warszawa 2009
- Tadeusz Furgalski "Wyrwa", Dziennik 1913-1916, wstęp i opracowanie, Kraków 2011
- Stołpce – Łowcza – Leśna 1924. II Rzeczpospolita wobec najpoważniejszych incydentów zbrojnych województwach północno-wschodnich, Łomianki 2012
- Województwo poleskie 1921-1939. Z dziejów politycznych, Łomianki 2014
- Leon Wasilewski, Wspomnienia 1870-1904 (1914). Fragmenty dziennika 1916-1926. Diariusz podróży po kresach 1927, Łomianki 2014 (wstęp i opracowanie wspólnie z Joanną Dufrat)
- Jędrzej Moraczewski, Dziennik wydarzeń 1939-1944, Łomianki 2016 (wstęp i opracowanie wspólnie z Joanną Dufrat) (Nagroda Historyczna Tygodniak "Polityka za rok 2016 [6])
- Zofia i Jędrzej Moraczewscy, Korespondencja czasu przełomu 1916-1918, Łomianki 2018 (wstęp i opracowanie wspólnie z Joanną Dufrat)
- Zofia Moraczewska, Listy do siostry 1896-1933. Dziennik 1891-1895 (1950), Łomianki 2018 (wstęp i opracowanie wspólnie z Joanną Dufrat)
- Oblicza buntu społecznego w II Rzeczypospolitej doby wielkiego kryzysu (1930-1935). Uwarunkowania, skala, konsekwencje, Kraków 2019 (wspólnie z Joanną Dufrat i Januszem Mierzwą)
- Rzeczpospolita niedoskonała. Dokumenty do historii buntu społecznego w latach 1930-1935, Łomianki-Kraków 2019 (wstęp i opracowanie wspólnie z Joanną Dufrat, Januszem Mierzwą i Piotrem Rucińskim)[7]